# Lília Podkopàieva
Lília Podkopàieva (en ucraïnès Лілія Подкопаєва, en rus Лилия Подкопаева) (Donetsk, Unió Soviètica, 1978) és una gimnasta artística ucraïnesa, ja retirada, guanyadora de tres medalles olímpiques i cinc medalles mundials. Sovint considerada una atleta completa, Podkopajeva era coneguda per combinar força, estil i gràcia en el ball.

## Biografia
Va néixer el 15 d'agost de 1978 a la ciutat de Donetsk, població situada a la província del mateix nom, que en aquells moments formava part de la República Socialista Soviètica d'Ucraïna (Unió Soviètica) i que avui dia forma part d'Ucraïna.
El desembre de 2004, es va casar amb l'empresari ucraïnès Timofey Nahornii,  organitzador d'espectacles esportius, director de l'empresa Sport Service. Tenen dos fills: Vadim, adoptat a Ucraïna el juliol del 2006, i Karolina, nascuda el novembre del 2006. La parella es va divorciar el 2009.
El 2005, Podkopàieva es va convertir en l'ambaixador de bona voluntat de les Nacions Unides per al VIH a Ucraïna. També és l'ambaixadora del Consell d'Europa per a l'esport, la tolerància i el joc net.

## Carrera esportiva

### 1993–95
Va començar a practicar la gimnàstica als 5 anys, molt influïda per la seva àvia. Dels 5 als 8 anys, va fer tres entrenaments diaris obligatoris. El març de 1993, Lília va guanyar el seu únic títol nacional a Ucraïna. També el 1993, als 14 anys, va debutar amb la selecció nacional ucraïnesa en el Campionat del Món de gimnàstica artística de Birmingham, on va aconseguir classificar-se per a la final de salt. No obstant això, aclaparada per l'ambient va sofrir una caiguda i va acabar en última posició.
El 1994 va aconseguir els seus primers èxits gràcies a la medalla d'or aconseguida en el Campionat d'Europa de gimnàstica artística en la prova d'exercici de terra, a més de tres altres medalles. Als Campionats del Món de 1994 a Brisbane, Austràlia, va quedar sisena en la classificació general amb una puntuació de 38.942. A les finals de l'esdeveniment, va quedar vuitena en salt, anotant 9.424; cinquena en barres desiguals, amb 9.350; i segona en barra d'equilibri, amb 9.737. El novembre de 1994, als Campionats del Món per equips de Dortmund, Alemanya, va contribuir amb una puntuació general de 38,099 per aconseguir el cinquè lloc de l'equip ucraïnès.
El 1995 va aconseguir quatre medalles en el Campionat del Món realitzat a Sabae (Japó), i gràcies a la mala competició realitzada per Shannon Miller i Simona Amânar aconseguí guanyar la medalla d'or en la competició individual, així com en la prova de salt de cavall.

### 1996
A principis d'any, Podkopàieva va resultar greument ferida quan va caure de la biga durant l'entrenament i es va trencar dues costelles. No obstant això, al maig va competir al Campionat d'Europa de Birmingham, on va ajudar l'equip ucraïnès a aconseguir la tercera posició i va guanyar la prova individual amb una puntuació de 39.205. A les finals de l'esdeveniment, va ser tercera a biga (9.756), primera a barres (9.825) i primera a pis (9.862).
Al juliol, Podkopàieva va competir als Jocs Olímpics d'estiu de 1996 a Atlanta, Geòrgia. A la final per equips, va aportar una puntuació combinada obligatòria i opcional de 78,061 per aconseguir el cinquè lloc de l'equip ucraïnès. Després va guanyar la final amb una puntuació de 39.255. A les finals de l'esdeveniment, va quedar cinquena en barres desiguals (9.787), segona a barra d'equilibri (9.825) i primera a pis (9.887). Va ser la quarta gimnasta que va guanyar el títol olímpic general com a campiona del món vigent, i la primera gimnasta que va guanyar la prova general sense guanyar una medalla per equip. També va ser l'última gimnasta a guanyar el títol global i una medalla d'or a la final de l'esdeveniment fins que Simone Biles ho va fer el 2016, en la prova individual per davant de les romaneses Gina Gogean, Simona Amânar i Lavinia Miloşovici. En les finals per aparells aconseguí guanyar la medalla d'or en la prova d'exercici de terra i la medalla de plata en la barra d'equilibris. Amb aquest triomf es va convertir en una de les quatre gimnastes de la història que ha guanyat els títols olímpic, mundial i europeu, i la primera des de Liudmila Turíxtxeva l'any 1972 en guanyar el títol olímpic defensant el títol mundial. En aquests Jocs finalitzà, així mateix, cinquena en la prova de barres asimètriques i en la prova per equips, guanyant sengles diplomes olímpics.

### 1997
Podkopàieva originalment tenia la intenció de continuar competint després dels Jocs Olímpics de 1996, i va ser nomenada per a l'equip d'Ucraïna per als Campionats del Món de 1997. No obstant això, les lesions la van obligar a no participar en la competició i, més tard, a retirar-se.

## Habilitats homònimes
Podkopàieva té dues habilitats homònimes enumerades al Codi de Punts.
| Aparell           | Nom         | Descripció                                                                              | Dificultat, vàlid per al codi de punts 2022-2024 |
| ----------------- | ----------- | --------------------------------------------------------------------------------------- | ------------------------------------------------ |
| Volta             | Podkopàieva | Arrodonit flic-flac amb1⁄2 volta (180°) activat - salt cap endavant amb1⁄2 volta (180°) | 4.2                                              |
| Exercici de terra | Podkopàieva | Doble salt cap endavant enganxat amb1⁄2 volta (180°)                                    | F                                                |

## Post-jubilació
El 2002, Podkopàieva va iniciar el Festival Internacional d'Esports Golden Lilia, una exposició amb gimnastes artístiques i rítmiques, acròbates i ballarins. Ella va dir: «Per a nosaltres és important mostrar persones destacades i el talent més brillant perquè la pròxima generació pugui seguir el millor dels millors».
El desembre de 2004, es va casar amb un empresari ucraïnès Timofii Nahornii. Tenen dos fills: Vadim, adoptat a Ucraïna el juliol de 2006, i Karolina, nascuda el novembre de 2006. La parella es va divorciar el 2009.
El 2005, Podkopàieva es va convertir en ambaixadora de bona voluntat de les Nacions Unides sobre el VIH/SIDA a Ucraïna. També és ambaixadora del Consell d'Europa per a l'esport, la tolerància i el joc net.
El 2007, va guanyar el ball ucraïnès Dancing With the Stars amb el company Sergii Kostetskii. L'any següent, va representar Ucraïna al Concurs de Dansa d'Eurovisió. Juntament amb el company Kyrylo Khytrov, va quedar tercera a la competició.
El 2014, Podkopàieva va fer un esdeveniment de gala a Mèxic, utilitzant coreografies similars a la rutina de terra que va actuar a Atlanta, a més de fer moviments de mà i arrodoniments.
El 2019, Podkopàieva es va unir al cos d'entrenadors del Marcus Jewish Community Center of Atlanta's Perimeter Gymnastics.
El 2006, Ukrposhta va emetre un segell postal d'Ucraïna, que representa Lilia Podkopaeva. L'any 2008, per al trentè aniversari de la gimnasta, l'ONU va emetre un segell postal dels EUA que representava Liliya Podkopaeva.